# Bettina Balmer
Bettina Balmer (19 aprile 1966) è una medica e politica svizzera del PLR.I Liberali Radicali (PLR). Dal 2023 è membro del Consiglio nazionale per il Canton Zurigo.

## Biografia
Presentatasi alle elezioni federali del 2023, venne eletta Consigliera nazionale per il Canton Zurigo con 62 504 voti, ventottesima tra i candidati eletti più votati del cantone. È co-presidente del sezione cantonale zurighese delle Donne PLR.